# Schirmitz

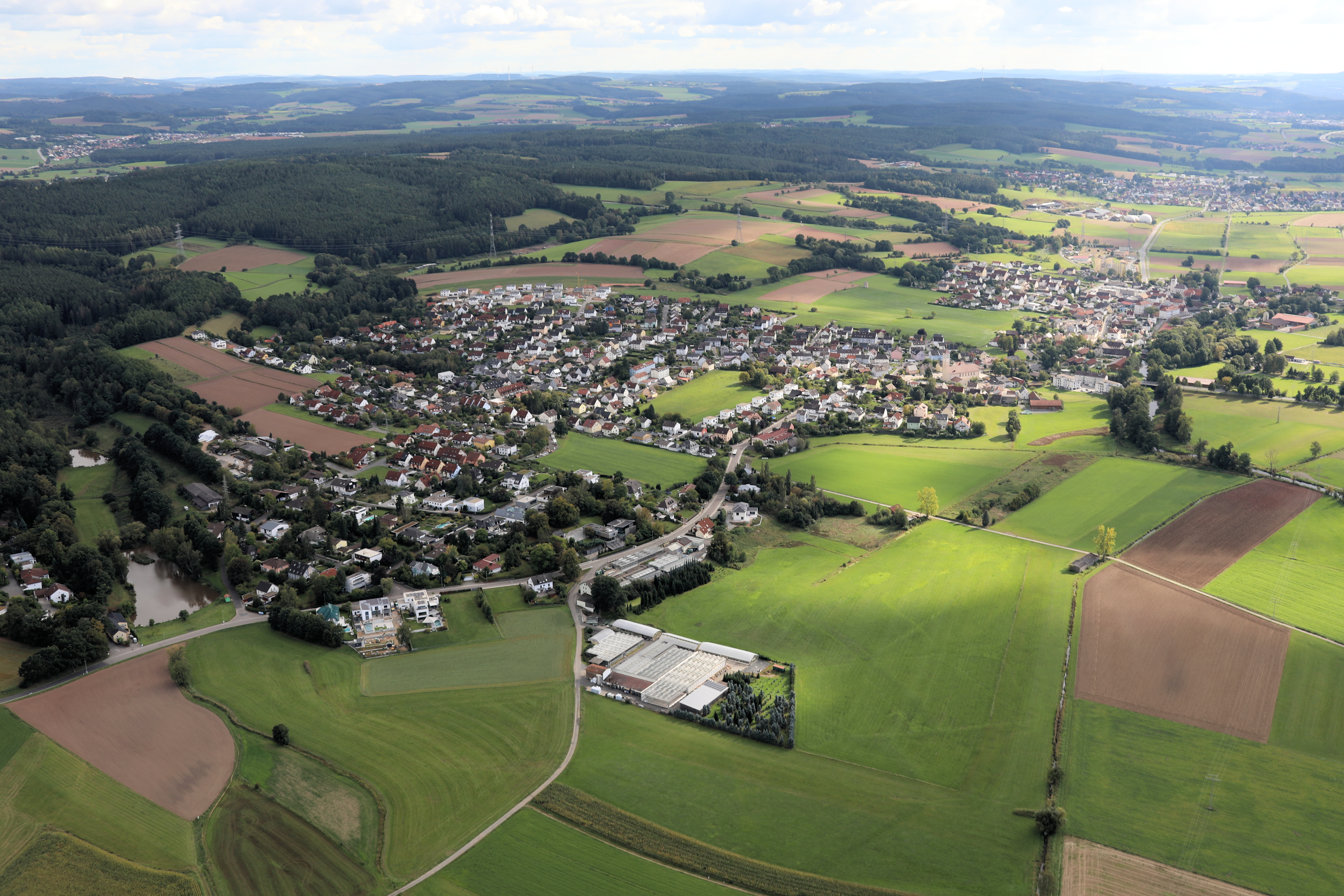
Schirmitz (2023)

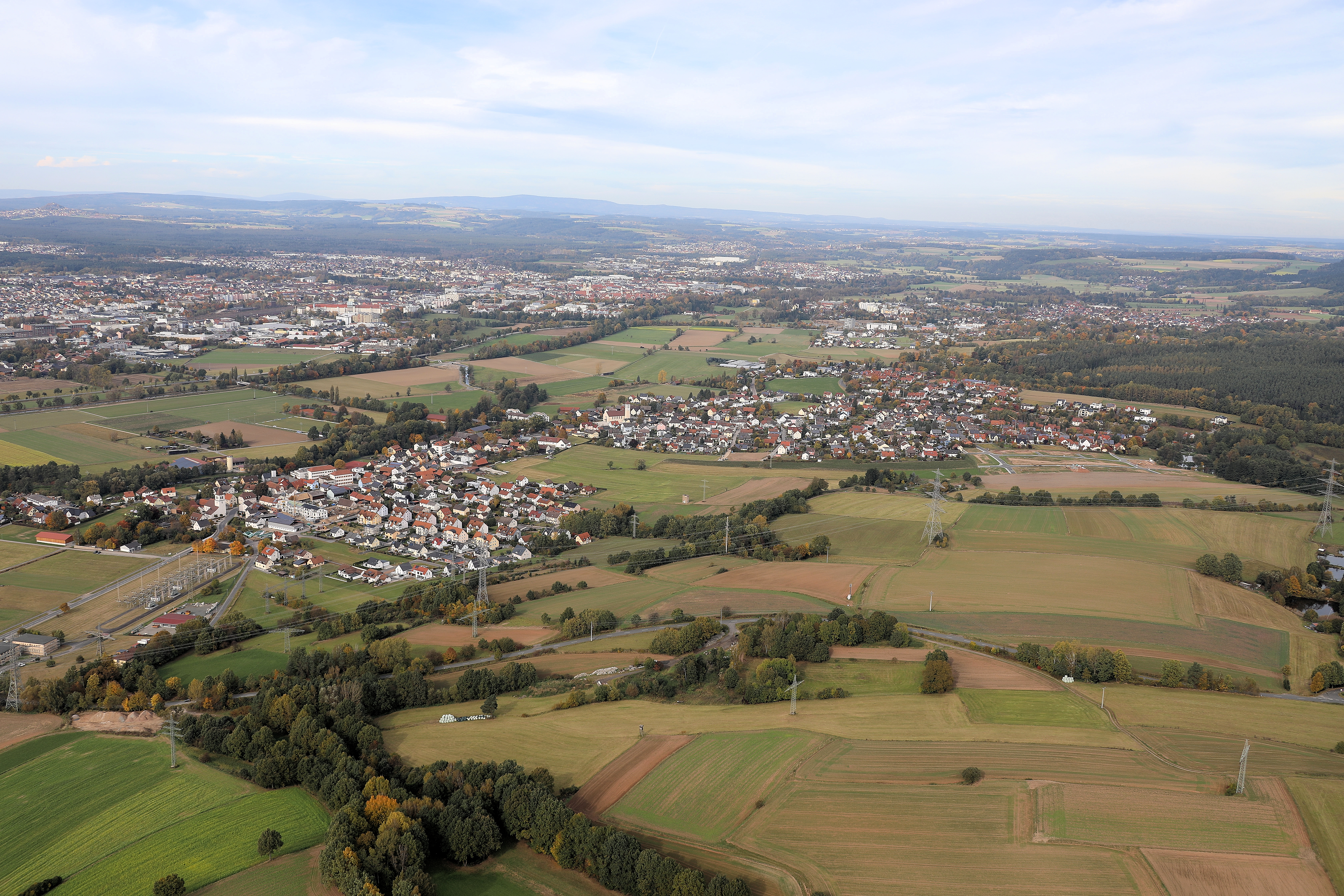
Schirmitz (2021)

Schirmitz ist eine Gemeinde im Oberpfälzer Landkreis Neustadt an der Waldnaab und der Sitz der Verwaltungsgemeinschaft Schirmitz.

## Geografie

### Geografische Lage
Schirmitz liegt in der Planungsregion Oberpfalz-Nord. Die Gemeinde befindet sich in unmittelbarer Nähe des Oberzentrums Weiden am östlichen Rand des so genannten Weidener Beckens, einer flachen Ebene, die sich um die Stadt Weiden erstreckt. Östlich von Schirmitz liegen die ersten Ausläufer des Oberpfälzer Waldes, die das Gelände hügelig und landschaftlich attraktiv machen. Von der Erhebung im südöstlichen Gemeindegebiet an der Straße zu Bechtsrieth hat man einen Blick über das gesamte Weidener Becken mit den Basaltkegeln von Parkstein und Rauhem Kulm.
Schirmitz liegt an der Waldnaab, die die Oberpfalz von Nord nach Süd durchquert und im späteren Verlauf als Naab bezeichnet wird.

### Gemeindegliederung
Es gibt nur die Gemarkung und den Gemeindeteil Schirmitz.

## Geschichte

### Bis zur Gemeindegründung
Schirmitz wurde im Jahr 1223 erstmals urkundlich erwähnt, als „Marcward von Schirnwitz“ als Zeuge in einem Rechtsstreit zwischen Diepold von Leuchtenberg und Heinrich von Ortenburg-Murach auftrat. Der Ort war später Teil des Kurfürstentums Bayern und bildete eine geschlossene Hofmark der Freiherren von Hannakam, deren Sitz Schirmitz war. Im Zuge der Verwaltungsreformen in Bayern entstand mit dem Gemeindeedikt von 1818 die heutige Gemeinde.

### Einwohnerentwicklung
Die Tabelle verdeutlicht die Einwohnerentwicklung in Schrimitz ab 1970.
| 1970 | 1987 | 1991 | 1995 | 2000 | 2005 | 2010 | 2015 | 2020 | 2023 |
| ---- | ---- | ---- | ---- | ---- | ---- | ---- | ---- | ---- | ---- |
| 1721 | 1624 | 1769 | 1974 | 2139 | 2123 | 2057 | 1991 | 1945 | 2019 |

Zwischen 1988 und 2018 wuchs die Gemeinde von 1643 auf 1969 um 326 Einwohner bzw. um 19,8 %.

## Politik

### Gemeinderat
Die Gemeinderatswahl 2020 erbrachte folgende Sitzverteilung:
- CSU/parteilos: 10 Sitze
- SPD/parteilos: 4 Sitze

### Wappen
|                                          | Blasonierung: „Gespalten; vorne unter silbernem Schildhaupt, darin ein blauer Balken, in Rot ein linksgewendeter goldener Löwenrumpf, hinten unter blauem Schildhaupt in Silber ein roter Drachenrumpf.“ |
| Die Gemeinde führt das Wappen seit 1980. | |

## Pfarrei und Kirche

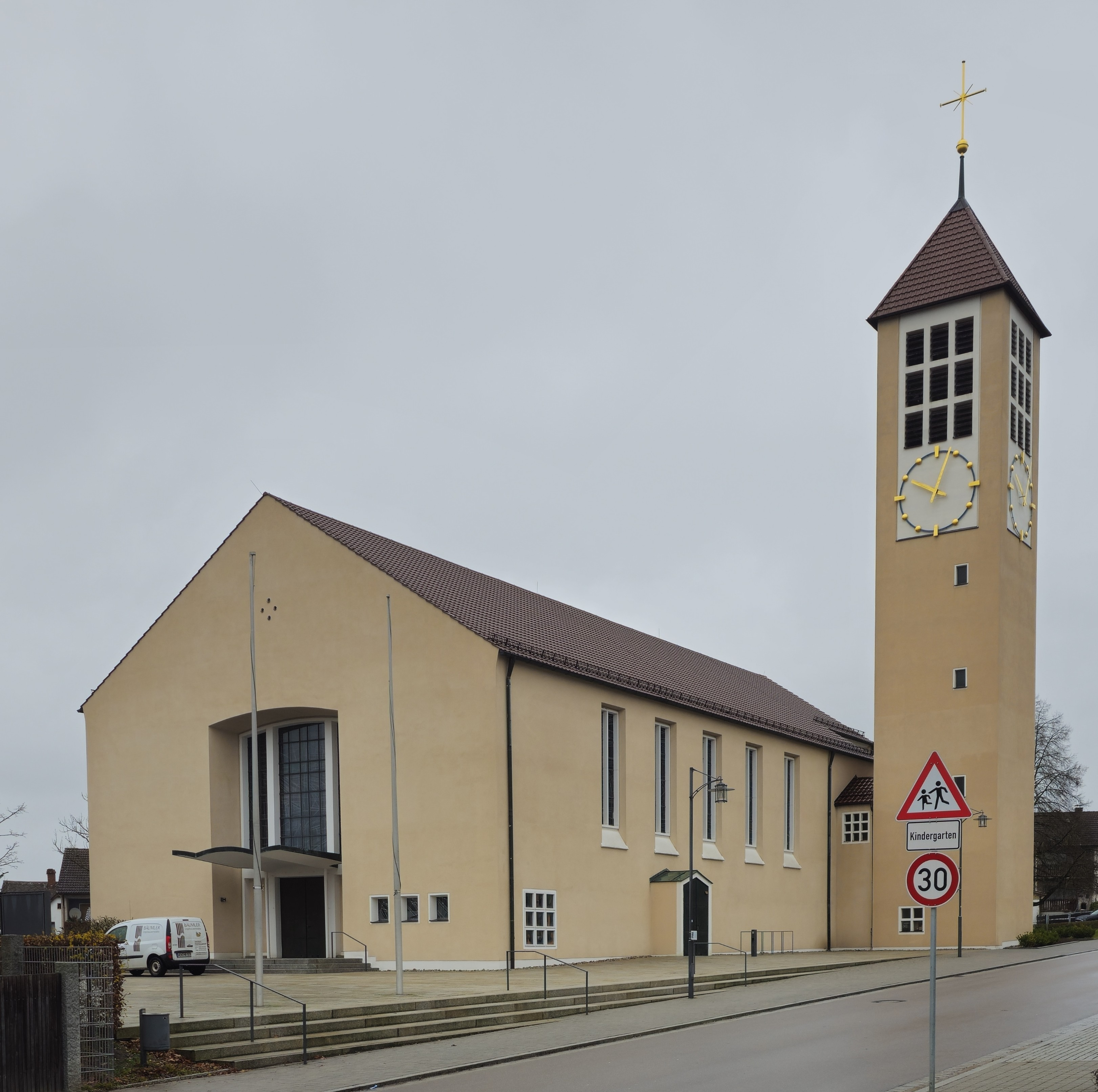
Pfarrkirche Maria Königin („Neue Kirche“)

Die Pfarrei Schirmitz umfasst neben der Gemeinde Schirmitz auch die Orte Bechtsrieth und Trebsau.
Im Ortsgebiet von Schirmitz gibt es zwei Kirchen: die Jakobskirche, im Volksmund „Alte Kirche“ und die Pfarrkirche Maria Königin, „Neue Kirche“ genannt.
Bis zum Jahr 1958 war die Jakobskirche die einzige Kirche in Schirmitz und als Pfarrkirche Zentrum des religiösen Lebens. Sie steht zusammen mit Friedhof, Pfarrhaus, altem Kindergarten bzw. heutiger Jakobsklause am südlichen Ortsausgang. St. Jakob ist eine Chorturmkirche, die wohl um das Jahr 1300 erbaut wurde. Typisch ist der direkt über dem Altarraum errichtete Turm, an den sich ein einschiffiges Langhaus anschließt.
Im Jahr 1957 wurde der Grundstein für die neue Pfarrkirche Maria Königin gelegt. Der symbolische Grundstein (lapis primarius) ist im Sakristei-Bereich der Kirche zu sehen. Bereits Ende des Jahres 1958 konnten in der noch nicht ganz fertiggestellten Kirche schon Messfeiern gehalten werden. Die Jakobskirche wird vor allem für Hochzeiten, Beerdigungen und vereinzelt für Gottesdienste benutzt.

## Baudenkmäler
- Schloss Schirmitz
- Kirche St. Jakob

## Sportvereine
- SpVgg Schirmitz 1921 e. V. (Fußball, Tennis, Basketball, Gymnastik, Kegeln, Radsport, Gesundheitssport)
- Schützenverein „Hubertus“ e. V.

## Wirtschaft
Die Wirtschaft von Schirmitz ist vornehmlich kleinbetrieblich strukturiert. Kleine und mittlere Unternehmen insbesondere im Handwerk prägen die Unternehmenslandschaft. So gibt es in der Gemeinde mehrere holzverarbeitende Betriebe, Garten- und Landschaftsbau, Friseure sowie Metzger und Gaststätten. Ein mittlerweile nur noch sehr geringer Prozentsatz der Einwohner geht Tätigkeiten im Bereich der Land- und Forstwirtschaft nach. Größere industrielle Betriebe fehlen.
Im Süden von Schirmitz befindet sich eine größere 110-kV-Umspannanlage der E.ON.

## Bilder

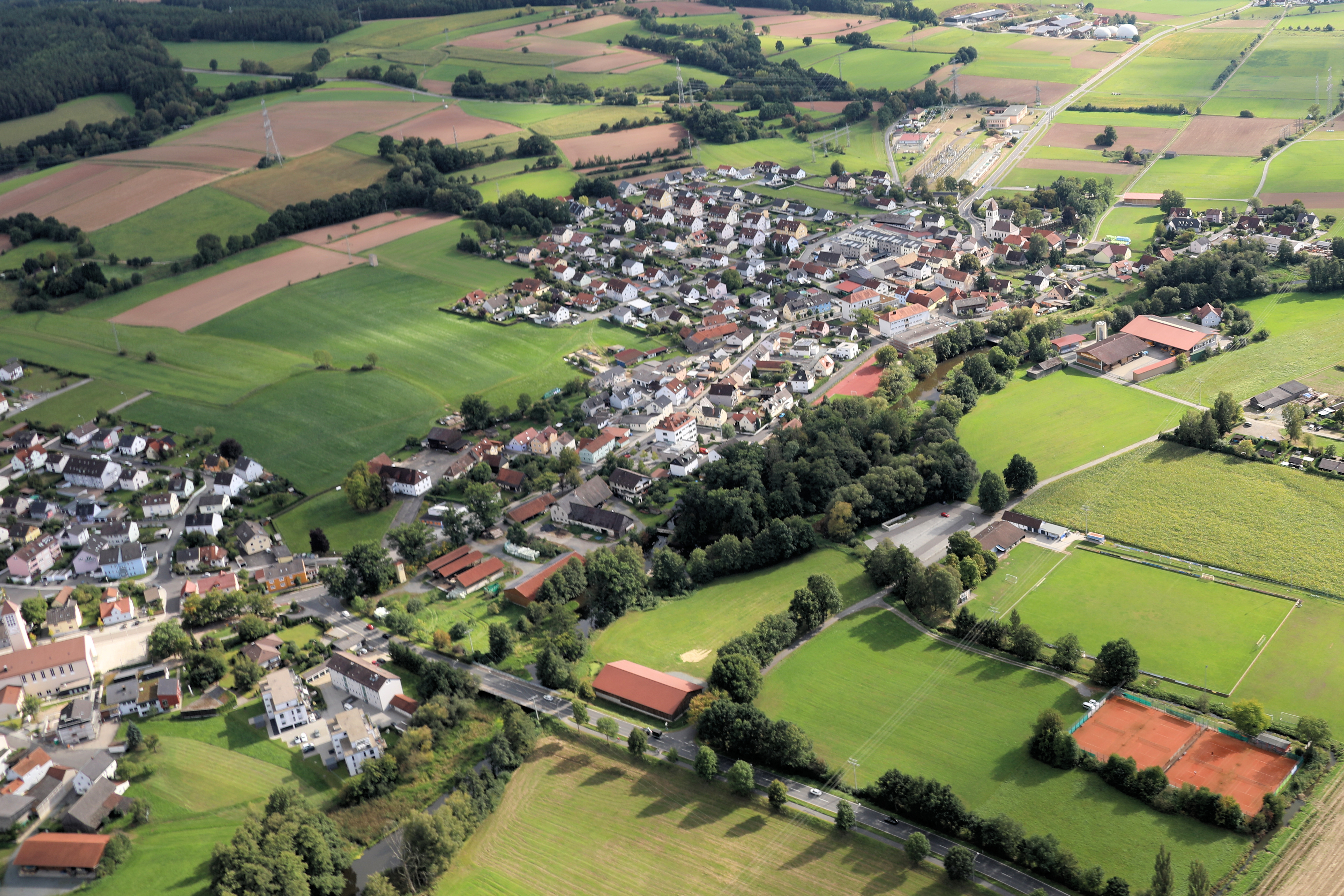
Hauptstraße (2023)
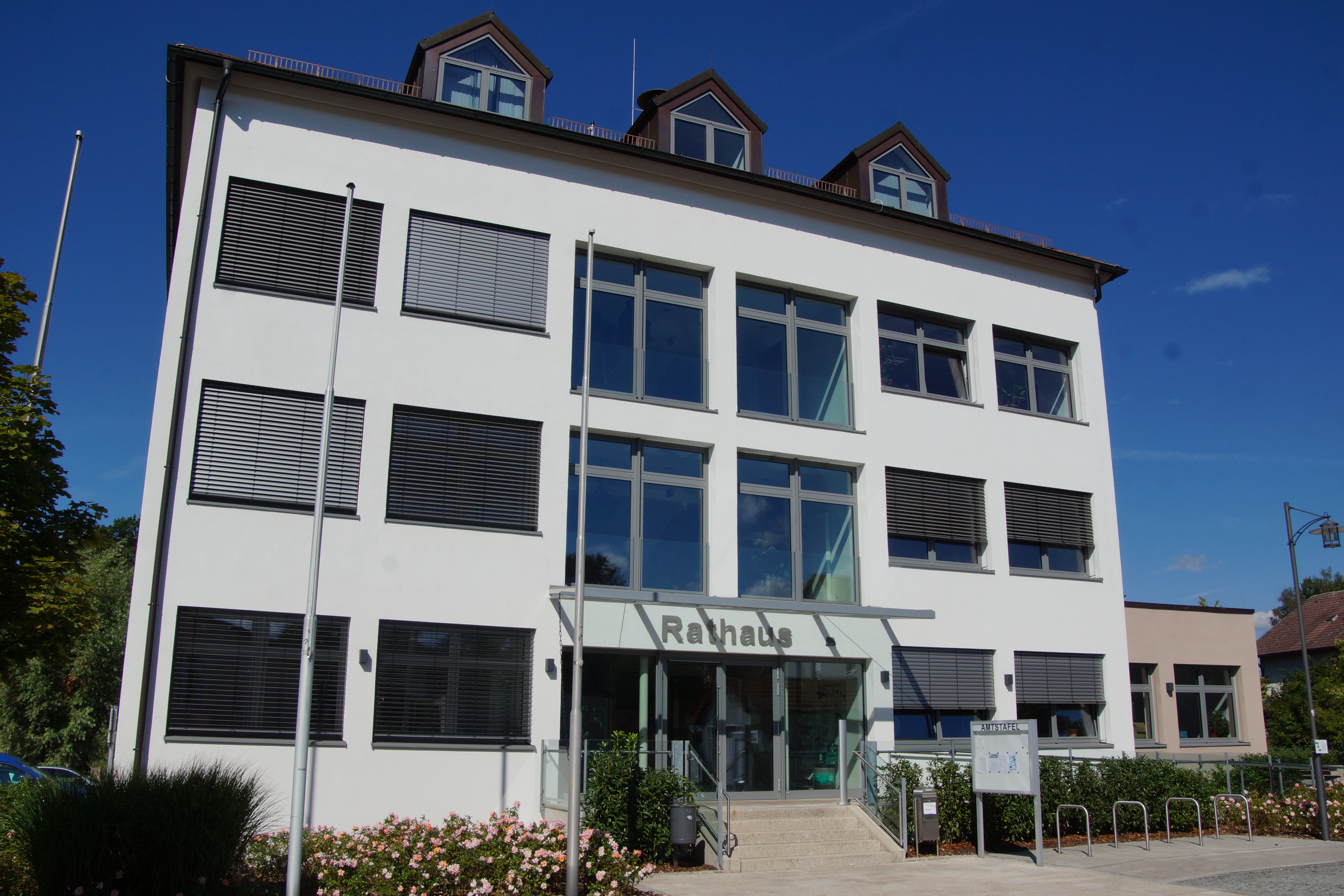
Rathaus von Schirmitz
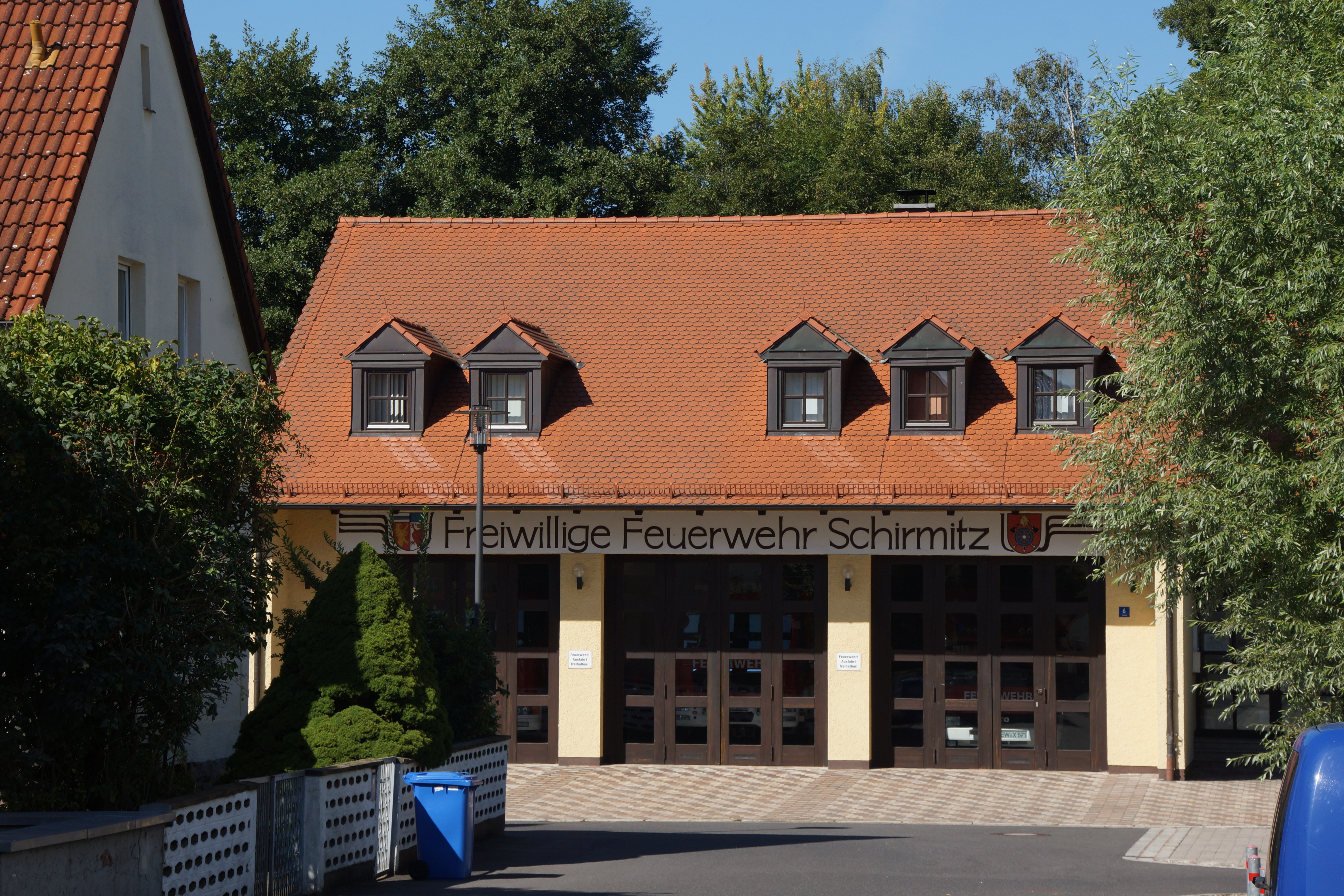
Feuerwehrhaus Schirmitz
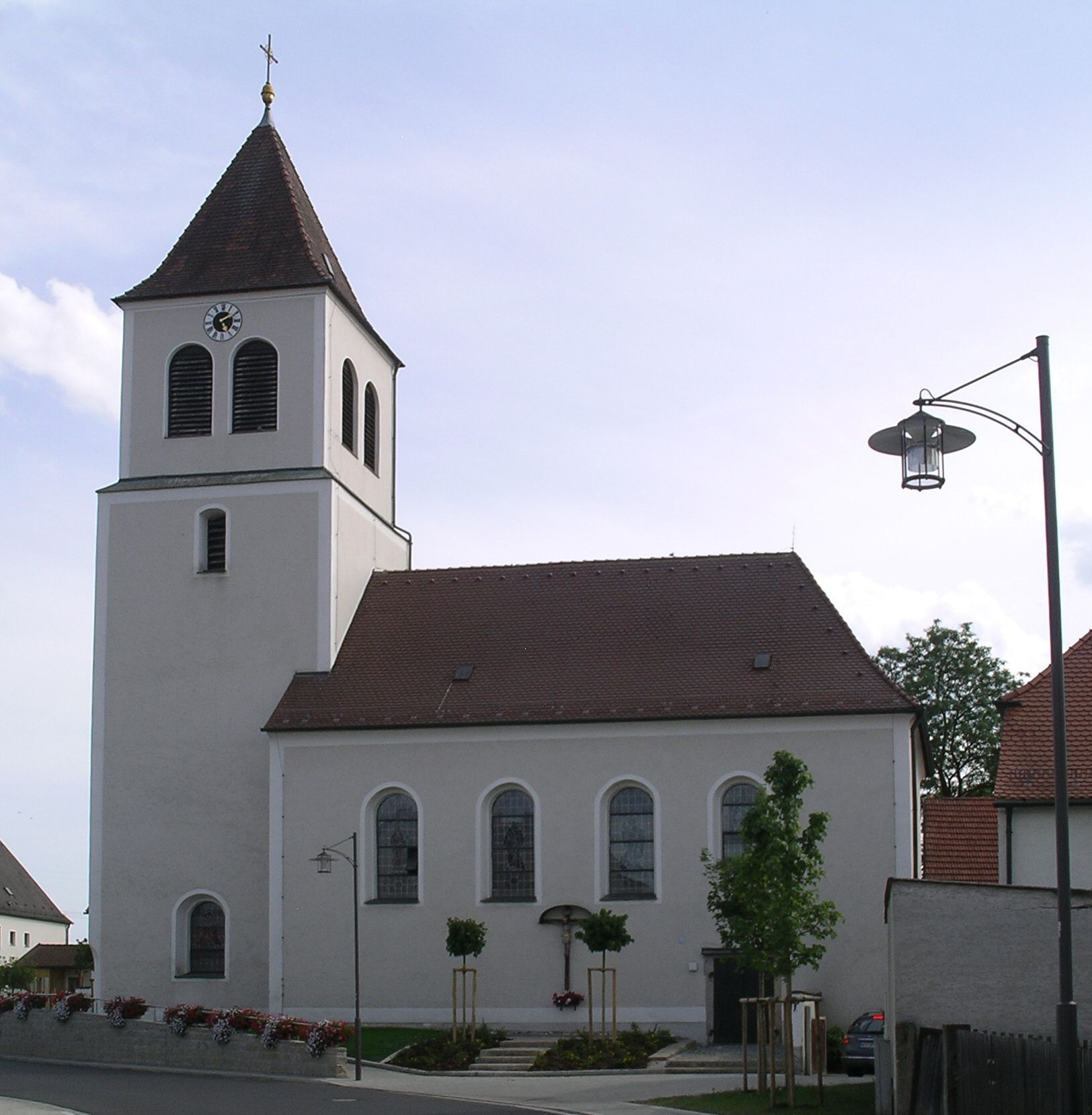
St. Jakob
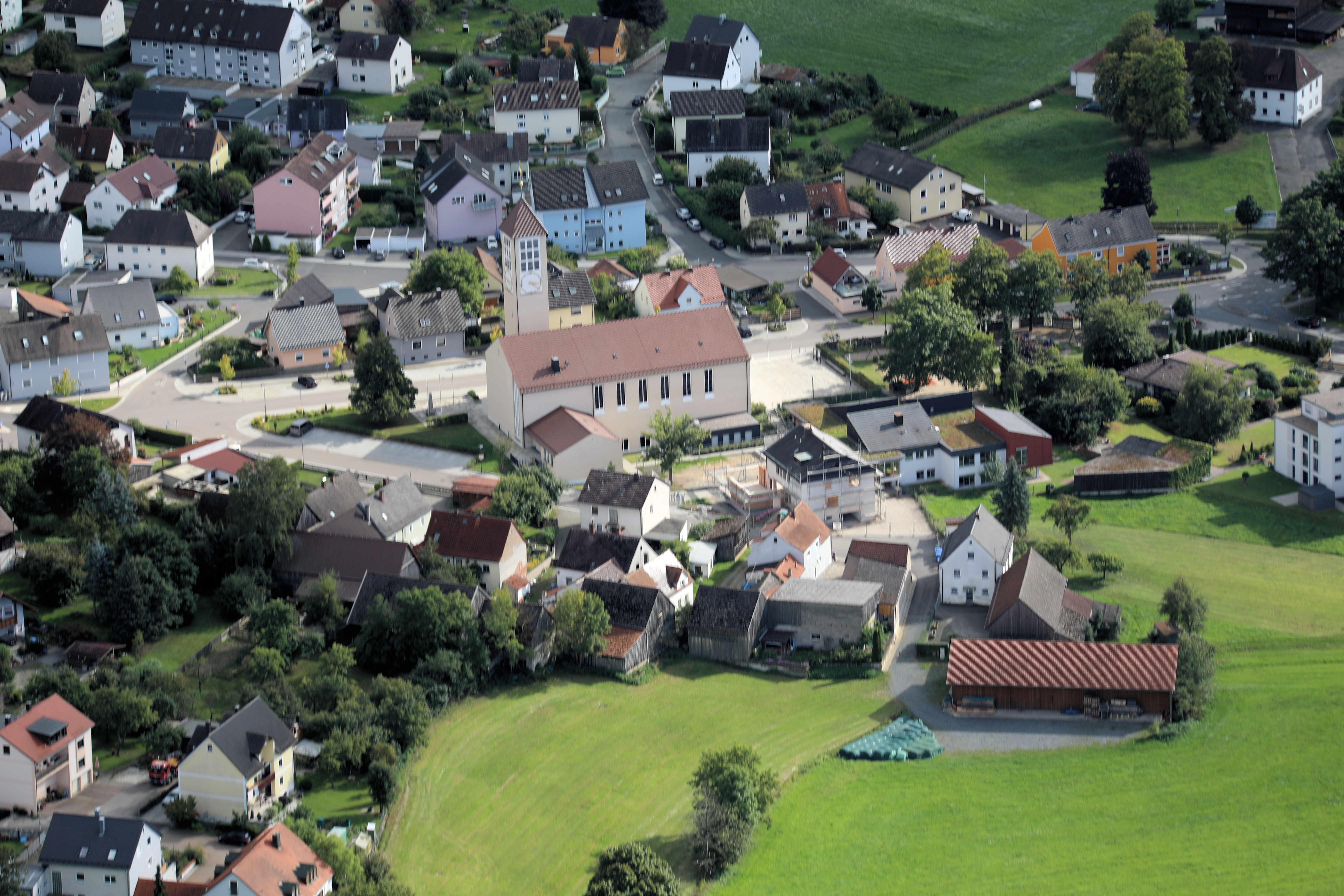
Kirche Maria Königin (2023)
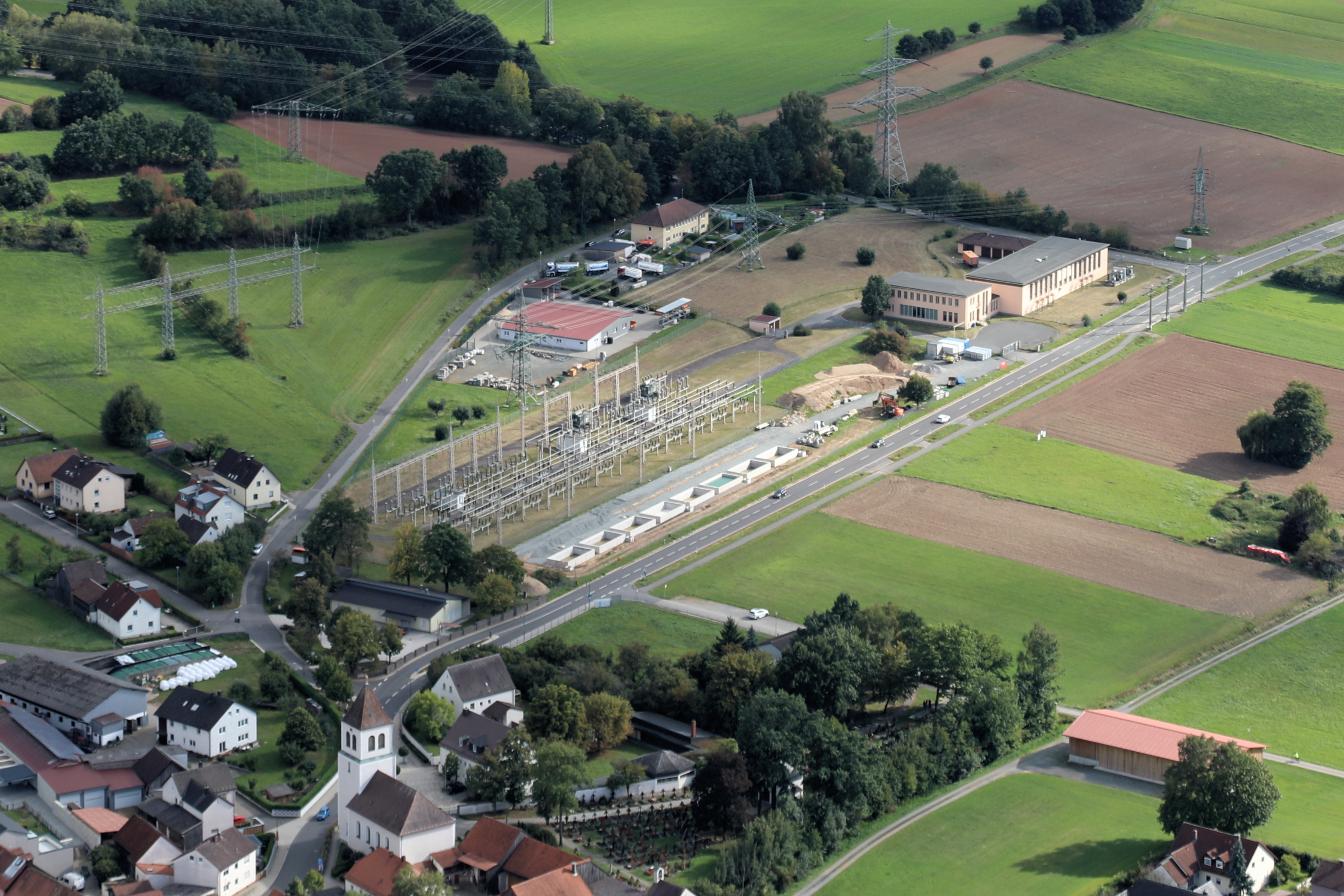
Umspannanlage Schirmitz (2023)

## Persönlichkeiten
- Manfred Schiller (* 1961), Politiker (AfD), in Schirmitz geboren
- Nicole Bäumler (* 1986), Politikerin (SPD), in Schirmitz aufgewachsen